# Bunara (Republika Serbska)
Bunara (cyr. Бунара) – wieś w Bośni i Hercegowinie, w Republice Serbskiej, w gminie Petrovac. W 2013 roku liczyła 4 mieszkańców.